# Cliff Bourland
Clifford Frederick Bourland (* 1. Januar 1921 in Los Angeles, Kalifornien; † 1. Februar 2018) war ein US-amerikanischer Sprinter über 400 und 200 Meter, der in den 1940er Jahren erfolgreich war.
Bourland, dessen Mutter Deutsche war, startete für die University of Southern California, wo er von Dean Cromwell trainiert wurde.
1942 (47,7 s) und 1943 (47,7 s) gewann er die Landesmeisterschaft über 400 Meter sowie 1942 (48,2 s) und 1943 (48,5 s) die Hochschulmeisterschaft über 440 Yards. Hinzu kommen zwei dritte Plätze in den Jahren 1940 und 1941. Nach dem Krieg wurde er 1947 über 400 Meter Vierter (47,9 s) und 1948 über 200 Meter Vizemeister.
Während des Zweiten Weltkriegs diente er bei der Navy als Kommandant eines Landungsboots zum Transport von Panzern.
Einen glanzvollen Schlusspunkt unter seine Karriere konnte er bei den Olympischen Spielen 1948 in London setzen. Nachdem er als Einzelläufer über 200 Meter auf Platz 5 (21,3 s, Zeit des Siegers Mel Patton: 21,1 s) gekommen war, gewann er als Mitglied der US-amerikanischen Mannschaft in der 4-mal-400-Meter-Staffel, die in der Besetzung Arthur Harnden, Bourland, Roy Cochran und Mal Whitfield antrat, die Goldmedaille, wobei Schlussläufer Whitfield das Ziel mit mehr als vier Sekunden Vorsprung vor dem französischen Schlussläufer Jacques Lunis erreichte.
Nach Beendigung seiner sportlichen Laufbahn und einem gescheiterten Versuch, sich als Kommunalpolitiker einen Namen zu machen, trat Bourland einer Versicherungsgesellschaft bei. Später war er Mitinhaber der Hypothekenbank Norris, Biggs and Simpson.